# Гасперони, Милена
Милена Гасперони (итал. Milena Gasperoni; род. 23 сентября 1961, Сан-Марино, Сан-Марино) — политический и государственный деятель Сан-Марино, капитан-регент Сан-Марино с 1 апреля по 1 октября 2024 года.

## Биография
Милена Гасперони родилась осенью 1961 года в столице Сан-Марино. Высшее образование получила в Италии в области права в Болонском университете. По специальности она юрист и нотариус. До 1995 года она работала в Италии, потом вернулась в Сан-Марино. С 2004 года она работала в министерстве иностранных дел, далее на разных других должностях.
В 2015 году была избрана впервые в парламент страны от Партии социалистов и демократов, во второй раз её избрали в 2023 году от альянса «Мы за республику». В марте 2024 года неожиданно для всех она была вместе Алессандро Росси избрана на полугодовой срок Капитан-регентом своей страны. В пасхальный понедельник 1 апреля Гасперони и Росси вступили на пост капитан-регентов Сан-Марино. Занимала этот пост до начала октября этого же года.